# Médaille de la liberté du roi Christian X
La Médaille de la liberté du roi Christian X (danois : Kong Christian den Tiendes frihedsmedaille) est une décoration qui fut remise par le roi Christian X pour services exceptionnels rendus au Danemark durant la Seconde Guerre mondiale

## Quelques récipiendaires
- Rolf Andvord (1890-1976) ambassadeur de Norvège auprès de l'Union soviétique durant la Seconde Guerre mondiale[2].
- Arne Berge[3]
- Winston Churchill[4]
- Haakon VII de Norvège[5]
- Olav V de Norvège[6]